# Txus di Fellatio
Jesús María Hernández Gil, conegut artísticament com a Txus di Fellatio, El Príncep de la Dolça Pena, o, simplement, Txus (Bilbao, 21 de gener de 1970), és un músic basc, lletrista i bateria del grup de folk metal Mägo de Oz i vocalista del grup de glam metal Bürdel King.

## Biografia

### Inicis
Va començar en la música des de petit, va ser educat per apreciar tota mena de música. De nen volia ser músic i futbolista. Txus va dedicar vuit anys al futbol sala, va jugar al Reial Madrid, per després passar a la selecció espanyola en el lloc de porter. Alhora va formar la banda "Transilvania666", el que més tard es convertiria en Mägo de Oz. Aquesta banda estava formada per Juanma (amic de barri i posteriorment primer vocalista de Mägo de Oz) i Txus, assumint el lloc de bateria.

### Transilvania: inicis de Mägo de Oz
Txus mai va estudiar percussió, cosa que va provocar una lenta integració al grup, en ser operat d'ambdós colzes, va decidir deixar el futbol i dedicar-se de temps complet al seu altre projecte, la música. Finalment es dedica a ser lletrista de la banda que va fundar, i que ara rebria definitivament el nom de Mägo de Oz.

### Més enllà de la música
Txus va escriure el seu primer llibre, El cementerio de los versos perdidos, i es va publicar el 23 d'octubre de 2006. Es tracta d'un disc-llibre de 52 pàgines que inclou un CD amb poemes narrats per ell mateix, a més de tres cançons: «Adiós Dulcinea» (Wilfred), «Y serás canción» (dedicada a Big Simon, el qual anteriorment va morir el mes de juliol del mateix any) i «No me digas adiós», amb la col·laboració de Juanmi Rodríguez de Cuatro Gatos i Leo Jiménez de Stravaganzza. Aquest llibre és dedicat exclusivament a Big Simon, a qui li dedica les següents paraules: "A la memòria de Simón Echevarría (Big Simon), una ànima bella que es va convertir en cançó". Sempre porta un barret o mocador al cap. De manera més recent publicà el seu llibre Si la vida te pisa, desenvaina una sonrisa, que és una autobiografia de Txus i de la banda Magö de Oz i que descriu tot el que han passat.

### Vida personal i addiccions
Al llarg de la seva carrera ha tingut diverses relacions amb diferents dones; elles apareixen en algunes cançons que han estat editades en els discos de Mägo de Oz i Bürdell King, algunes en poemes dedicats.
Va ser cocaïnòman durant molts anys, ell mateix explica que aquesta addicció va ser superada i que la va adquirir en un moment de crisi on gestionar la fama i els diners era complicat, per la qual cosa buscava refugi a la cocaïna; també va explicar que consumia 4 grams de cocaïna al dia. Avui dia es considera rehabilitat i pel que sembla només consumeix alcohol.

### Col·laboracions
Txus i José Andrëa van col·laborar com a cantants en la cançó «Mi Jefe» de la banda espanyola Mojinos Escozíos.
Txus també apareix en el videoclip de la cançó «Derrotado» del grup Savia.
Txus va escriure la lletra de «La vida te espera» de Lándevir.
Txus canta a la cançó «Rey del Glam» de Loquillo.